# Лемминг, Джордж
Джордж Лемминг (англ. George Lamming; 8 июня 1927, Carrington, Saint Philip, Barbados — 4 июня 2022, Бриджтаун) — барбадосский писатель.

## Биография
Закончил Combermere School. Учительствовал в Порт-оф-Спейне (1946—1950). В 1950 переехал в Великобританию. Служил диктором в BBC World Service. С того же 1950 года начал публиковать стихи и новеллы. Его дебютный роман получил большой успех, был высоко оценён Сартром и Ричардом Райтом (последний написал предисловие в американскому изданию романа). Лемминг получил стипендию Фонда Гуггенхайма и стал профессиональным писателем. Много путешествовал (США, Вест-Индия, Западная Африка). Преподавал в Университете Вест-Индии (1967—1968), Техасском университете в Остине, Пенсильванском университете, Брауновском университете. Выступал с лекциями в Дании, Танзании, Австралии.
В апреле 2012 года он был председателем жюри премии OCM Bocas Prize for Caribbean Literature и главным судьей инаугурационной премии Walter Rodney Awards for Creative Writing 2014.
Скончался 4 июня 2022 года.

## Произведения

### Новеллы
- «David’s Walk», in Life and Letters (London), November 1948.
- «Of Thorns and Thistles» and «A Wedding in Spring», in West Indian Stories, ed. Andrew Salkey. London: Faber, 1960.
- «Birds of a Feather», in Stories from the Caribbean, ed. Andrew Salkey. London: Elek, 1965; as Island Voices, New York: Liveright, 1970.
- «Birthday Weather», in Caribbean Literature, ed. G. R. Coulthard. London: University of London Press, 1966.

### Романы
- В цитадели моей кожи/ In the Castle of My Skin (1953, роман, Премия Сомерсета Моэма, 1957)
- Эмигранты/ The Emigrants (1954, роман)
- О возрасте и невинности/ Of Age and Innocence (1958, роман)
- Season of Adventure (1960, роман)
- Water with Berries (1971, роман)
- Natives of my Person (1972, роман)

### Эссе и беседы
- Радость изгнания/ The Pleasures of Exile (1960)
- Conversations George Lamming (1992)
- Coming, Coming Home: Conversations II — Western Education and the Caribbean Intellectual (1995)
- Sovereignty of the Imagination: Conversations III — Language and the Politics of Ethnicity (2009)

### Сводные издания
- Caribbean Reasonings — The George Lamming Reader: The Aesthetics of Decolonisation/ Anthony Bogues, ed. (2010)

## Признание
- Компаньон Почёта Барбадоса (1987)
- Орден Карибского сообщества (2008)
- Премия Карибский гибискус (Куба, 2011)

## Публикации на русском языке
- В замке моей кожи. Пора испытаний. М.: Радуга, 1988. 384 с.